# Morus microphylla
Morus microphylla är en mullbärsväxtart som beskrevs av Samuel Botsford Buckley. Morus microphylla ingår i släktet mullbär, och familjen mullbärsväxter. Inga underarter finns listade i Catalogue of Life.